# 扭螯光滑瓷蟹
扭螯光滑瓷蟹（学名：Lissoporcellana streptochiroides）为瓷蟹科光滑瓷蟹屬下的一个种。